# Каменка (станция)
Ка́менка — железнодорожная станция ведомственной Монзенской железной дороги. Конечный пункт 17-километрового ответвления от станции Истопная, расположена в посёлке Вострогский Грязовецкого района Вологодской области.

## История
В годы Великой Отечественной войны, несмотря на неустойчивость экономики и военное положение, развитие Монзенской железной дороги продолжалось. Рядом с посёлком Каменка осваивался крупный лесной массив. После окончания войны было принято решение достроить ответвление от станции Истопная (ранее оно заканчивалось на 36 километре от Вохтоги) и построить Каменский лесопункт. Сама станция была открыта в 1946 году.

### Проблемы современности
Основной проблемой работы ветки Истопная — Каменка (как и самой станции Каменка) является убыточность эксплуатации и аварийное состояние путей. В 2009 году был закрыт Каменский лесопункт, отгружавший лес на станцию и обеспечивавший работой жителей одноимённого посёлка, и сама работа станции, как и ответвления, теперь под вопросом.

## Описание станции
Станция состоит из 5 путей, из которых активно используются только 3. Пути находятся в аварийном состоянии, скорость движения подвижного состава по станции и участку Истопная — Каменка ограничена и составляет 15 км/ч. За северной горловиной находится кран, которым до 2009 года перегружали лесное сырьё, заготавливашееся Каменским лесопунктом.

## Деятельность
На протяжении своей истории станция являлась грузопассажирской. Регулярно производилась отгрузка леса, приостановленная в 2009 году. Также станция является конечным пунктом пассажирского беспересадочного вагона (поезда № 103/104)

### Расписание поездов
| № поезда | Маршрут           | Периодичность курсирования     | Время |
| -------- | ----------------- | ------------------------------ | ----- |
| 104      | Каменка — Вохтога | Понедельник, четверг, выходные | 4:55  |

Кроме того, по заказу местных жителей производится дневной заезд мотовоза-дрезины ДМ-488.